# Pholioxenus uhligi
Pholioxenus uhligi är en skalbaggsart som beskrevs av Miłosz A. Mazur 2006. Pholioxenus uhligi ingår i släktet Pholioxenus och familjen stumpbaggar. Inga underarter finns listade i Catalogue of Life.